# Mikael Jalving
Mikael Jalving (født 1. oktober 1968) er en dansk journalist, historiker, forfatter og debattør. Siden 00'erne har han især markeret sig i debatten omkring indvandring og mødet mellem islam og Vesten. Jalving arbejdede som kommentator på Berlingske Tidende, hvor han var avisens mest læste blogger, indtil 2009 da han skiftede til Jyllands-Posten. Han har en ph.d. i historie fra Det Europæiske Universitetsinstitut i Firenze.
Mikael Jalving har været vært på flere radioudsendelser, herunder Je suis Jalving i 2016 på Radio24syv, Jalving ser rødt i 2019 for Jyllands-Posten og Skudlinjen i 2022 for Kontrast.
Politisk beskriver han sig selv som borgerlig, men har ikke nogen tilknytning til noget parti, fordi han anser de fleste borgerlige danske partier for at være "uborgerlige." Efter eget udsagn savner dansk politik en Mogens Glistrup. I 2016 udtalte Jalving, at han er "en nationalliberal, værdikonservativ, pragmatisk oplysningsmand," og at han befinder sig til højre for alle partierne i Folketinget.
Han var tilknyttet Dagbladet Information som kommentator fra 1995–99. Fra 2001 til 2009 var han kommentator på Berlingske Tidende, og fra 2006–09 var han også souschef på debatredaktionen. I perioden 2002–05 arbejdede han som kommunikationskonsulent i Kulturministeriet.
I juli og august 2016 var han vært på debatprogrammet Je Suis Jalving på radio24syv. Programmet omhandlede bl.a. islam, indvandring og terror. Jalving åbnede ét af programmerne med en monolog hvor han bl.a. sagde: "Vi forstår slet ikke vore arabiske fjender, og vi er blevet en flok feminiserede svagpissere og tøsedrenge, der ikke forstår at forsvare vores kvinder og børn over for stigende islamisering, sharia, lovreligiøsitet, kvinders tildækning og i sidste ende jihad." Je Suis Jalving blev kritiseret for at fremføre "racistiske påstande", og for at være et "højrepopulistisk propagandaprogram".
Jalving skrev i januar 2016 et omtalt blogindlæg med titlen Farvel til finken, hvor han bl.a. kaldte tidligere statsminister Helle Thorning-Schmidt for "Dukkelise", "Dukkebarn" og "finke". Indlægget blev bl.a. kritiseret for at være sexistisk. Senere uddybede Jalving sin kritik af Thorning-Schmidt: "Hun kom ind på scenen som en Obama. Hendes selvbillede - som hun har promoveret - har kun handlet om hende selv. Hun er kun optaget af nutiden og fremtiden - og ser aldrig tilbage."

## Forfatterskab
Magt og ret: et opgør med godheden hvor Jalving argumenterer på baggrund af fiktive interviews om kampen mellem politik og moral med filosofferne Niccolò Machiavelli, Thomas Hobbes, John Locke og David Hume for et mere afslappet forhold til brug af magt, og at man bliver nødt til at bruge det onde for at opnå det gode.
Absolut Sverige, en rejse i tavshedens rige (2011), der til dels var et svar på Lena Sundströms dansk-kritiske bog Världens lyckligaste folk.